# Cantone di Magny-en-Vexin
Il Cantone di Magny-en-Vexin era una divisione amministrativa dell'arrondissement di Pontoise.
È stato soppresso a seguito della riforma complessiva dei cantoni del 2014, che è entrata in vigore con le elezioni dipartimentali del 2015.
Comprendeva i comuni di:
- Aincourt
- Ambleville
- Amenucourt
- Arthies
- Banthelu
- Bray-et-Lû
- Buhy
- La Chapelle-en-Vexin
- Charmont
- Chaussy
- Chérence
- Genainville
- Haute-Isle
- Hodent
- Magny-en-Vexin
- Maudétour-en-Vexin
- Montreuil-sur-Epte
- Omerville
- La Roche-Guyon
- Saint-Clair-sur-Epte
- Saint-Cyr-en-Arthies
- Saint-Gervais
- Vétheuil
- Vienne-en-Arthies
- Villers-en-Arthies
- Wy-dit-Joli-Village